# Aleksej Nikolajevič Tolstoj
Aleksej Nikolajevič Tolstoj (rus. Алексей Николаевич Толстой), (Nikolajevsk, Samarska gubernija, 10. siječnja 1883. – Moskva, 23. veljače 1945.), ruski pisac, poznat pod nadimkom drug grof. U rodbinskom vezama je s Lavom Tolstojem. Studirao je između ostalog i tehnologiju prije nego što je 1917. napustio Rusiju. Vraća se 1923.
U početku Tolstoj piše simboličku liriku. Njegovo glavno djelo je trilogija "Put patnje" (1921. – 1941.), u kojem opisuje ruski put kroz revoluciju i povijesna knjiga o Petru Velikom, (1930. – 1945) za koju je dobio Staljinovu nagradu 1941. Među prvima u ruskoj književnosti pisao je djela s tematikom znanstvene fantastike, između ostalih Put na Mars. Tolstoj je napisao i nekoliko knjiga za djecu, a poznato je i njegovo tumačenje Pinocchia pod nazivom Buratino. 

## Djela
- Lirika (1907.)
- Nikitino djetinjstvo (1921.)
- Aelita (1923.)
- Hiperboloid inženjera Garina (1926.)
- Petar Prvi (1929. – 34., Staljinova nagrada 1941.)
- Zlatni ključić (1936.)